# Bionca
Bionca (Long Beach, 22 de enero de 1965), también conocida como Bionca Seven, es una actriz porno y directora estadounidense. Es miembro del Salón de la fama de AVN y del Salón de la Fama de XRCO. También es la viuda del productor Bruce Seven.
En 1993, Bionca fundó la productora Exquisite Pleasures, asociándose con Seven. Codirigió su primer video Takin' It to the Limit con Bruce Seven, video que ganó el XRCO Award de 1994 por Best Video. Exquisite también produjo la serie Buttslammers de películas de solo chicas.

## Premios
- 1994 XRCO Award "Best Video" – Takin' It to the Limit (codirector con Bruce Seven)[7]
- 1995 AVN Award – Best All-Girl Sex Scene (Video) – Buttslammers 4[8]
- 1995 AVN Award – Most Outrageous Sex Scene (Video) – Depraved Fantasies[8]
- 1995 XRCO Award – Best Girl-Girl Sex Scene – Takin' it to the Limit 6 (director)[7]
- 1998 XRCO Hall of Fame - ingreso[4]
- 2002 AVN Award - nominación – "Best All-Girl Sex Scene – Video" – The Madam's New Maid[9]